# RAU
RAU is een architectenbureau dat in Amsterdam gevestigd is. Kenmerkend voor de projecten is de focus op het toepassen van energiebesparende technologieën. RAU is in 1992 opgericht door Thomas Rau.

## Portfolio
- 1999: Stadhuis van Zutphen
- 2002: Universiteit Siegen (Duitsland)
- 2006: eerste CO2-neutrale gebouw in Europa[2] in Nederland voor hoofdkantoor van WNF in Zeist; in 2008 bekroond met de internationale Brick Award van Wienerberger
- 2008: Onderwijsgebouw UMCG in Groningen[3]
- 2011: eerste energieleverende schoolgebouw in Nederland,[4] het Christian Huygens College te Eindhoven
- 2012: eerste energiepositieve kantoorgebouw in Frankrijk, Woopa in Lyon[5]
- 2012: kantoor INretail (voorheen CBW Mitex) in Zeist[6]
- 2013: Gemeentehuis Brummen, bekroond met de Award Duurzame Architectuur 2013[7]
- 2015: renovatie tot circulair en energiepositief[8] kantoor: Liander (Duiven), met hergebruik van bestaande materialen[9]
- 2016: Karel de Grote Hogeschool in Antwerpen
- 2019: TIJ - Vogelobservatorium TIJ in Stellendam (ontwerp samen met RO&AD) - ARC19 Detail Award[10], finalist voor de BNA Beste Gebouw van het Jaar 2020[11]
- 2019: Triodos Bank - Reehorst, Zeist - eerste circulaire volledig remontabele kantoorgebouw in hout, bekroond met verschillende prijzen: Kantoorgebouw van het Jaar (Architectenweb),[12] Cobouw Award in de categorie Meest Duurzame Project,[13] Award Natuurinclusief Bouwen en Ontwerpen (Vogelbescherming, Zoogdiervereniging)[14]